# (743) Eugenisis
(743) Eugenisis ist ein Asteroid des Hauptgürtels, der am 25. Februar 1913 vom deutschen Astronomen Franz Kaiser in Heidelberg entdeckt wurde.
Laut dem Dictionary of Minor Planet Names von Lutz D. Schmadel wurde der Asteroid nach dem griechischen Begriff für ein „gutes Erzeugnis“ benannt. Der Name sei anlässlich der Geburt der Tochter des Entdeckers Franz Kaiser gewählt worden.
Recherchen von Erwin Schwab konnten hingegen belegen, dass der Asteroid 1926 nach Eugen Hartmann sowie der ägyptischen Göttin Isis benannt wurde. Analog zum Kleinplaneten (728) Leonisis weist der Kleinplanet damit auf den Physikalischen Verein hin, dessen Vorsitzender Eugen Hartmann viele Jahr war und der Isis als Wappen führt. Der Physikalische Verein war damals Standort eines Planeteninstituts, das gemeinsam mit dem heutigen Astronomischen Rechen-Institut in Heidelberg Berechnungen von Kleinplaneten vornahm.